# ارتش هفت ملت
«ارتش هفت ملت» (به انگلیسی: Seven Nation Army) ترانهٔ شماره ۱ از آلبوم فیل گروه گاراژ راک آمریکایی وایت استرایپس است. «ارتش هفت ملت» در سال ۲۰۰۳ در قالب یکی از تک‌آهنگ‌های آن آلبوم منتشر شد و برای ۳ هفته جایگاه نخست جدول ترانه‌های مدرن راک بیلبورد را در اختیار داشت. این تک‌آهنگ در زمان انتشارش در آمریکا در بیلبورد هات ۱۰۰ هم تا ردهٔ ۷۶اُم صعود کرد.
وبگاه AllMusic از «ارتش هفت ملت» به‌عنوان یکی از آثاری یاد کرده‌است که باعث احیای گاراژ راک در سال‌های آغازین قرن بیست و یکم شد. این ترانه در سال ۲۰۰۴ برندهٔ جایزهٔ گرمی «بهترین ترانهٔ راک» شد.
«ارتش هفت ملت» با ریف تکرارشونده‌ای که در سراسر ترانه زیر صدای جک وایت شنیده می‌شود شناخته شده‌است. اگرچه این بخش‌ها برای شنونده صدای گیتار باس را تداعی می‌کند(سازی که در تنظیم آهنگ‌های وایت استرایپس استفاده نمی‌شد) اما واقعیت این است که جک وایت آن را با یک گیتار هالو بادی اجرا کرده‌است. به گفتهٔ جک وایت «Seven Nation Army» تلفظ اشتباه نام جنبش «The Salvation Army» در دوران کودکی‌اش بوده‌است.